# Scorpion Ier
Scorpion Ier (ancien égyptien : peut-être Serq ou Ouhâ) est un roi de la période prédynastique égyptienne qui a régné pendant la seconde moitié du IVe millénaire avant l'ère commune.

## Tombe (U-j)
Dans le cimetière U d'Abydos, on a retrouvé plusieurs serekhs anonymes dont un seul contenait une inscription permettant, selon certains, d'identifier un roi Scorpion. Selon Gwenola Graff la tombe est celle du roi Scorpion III.
Dans la tombe (U-j), datée vers 3200 avant notre ère et découverte en 1988 par une expédition allemande, se trouvait du mobilier et « cent cinquante étiquettes [en ivoire, en os et en ébène] perforées, probablement attachées à des paquets de textiles de grande valeur qui avaient été déposées là ». Il y avait aussi sept cents jarres originaires de Palestine, mille jarres de vin et de bière, ainsi qu'un fragment de sceptre Heka, symbole de la royauté. Selon Agut et Moreno-Garcia : « L'une de ces jarres de terre cuite porte, tracé à l'encre, un scorpion. Est-ce une manière de désigner le propriétaire de la tombe ? Ou, au contraire, cela renvoie-t-il au domaine où le produit que contenait cette jarre avait été élaboré ? ». Des égyptologues comme Pierre Tallet analysent ceci non pas comme un nom royal mais un symbole permettant de désigner le roi en tant que fonction, le nom royal particulier n'étant peut-être apparu qu'à partir d'Iry-Hor un certain temps plus tard.
Les étiquettes découvertes permettent de prouver l'existence très ancienne d'une sorte de proto-écriture déjà relativement complexe, qui évoluera petit à petit en un système hiéroglyphique complexe bien connu aux époques dynastiques. Cependant, il n'est pas assuré que les symboles utilisés représentent des éléments d'une langue en particulier, dans le sens où le dessin d'une vache représente une vache dans n'importe quelle langue.

## Inscription du Gebel Tjaouti
L'inscription rupestre no 1 du Gebel Tjaouti représente, entre autres, un scorpion. Cette inscription représenterait une stèle de victoire des armées abydéennes du roi Scorpion contre celles de Nekhen, étape importante dans le processus d'unification de l'Égypte.

## Historique
Le personnage enterré dans cette tombe a vécu indubitablement un certain temps avant Narmer, premier roi de la Ire dynastie, ainsi que des prédécesseurs immédiats de ce dernier, Iry-Hor et Ka.
Du fait qu'une grande partie du matériel funéraire de la tombe U-j provenait de Basse-Égypte, certains chercheurs pensent que le roi régnait sur l'ensemble du pays, et ce, dès cette haute époque. Cependant, ce point de vue n'est pas partagé par tous les chercheurs, certains n'y voyant qu'un roitelet du proto-royaume thinite, l'unification égyptienne n'étant intervenue que sous le règne de Narmer,.